# Cerkiew Podwyższenia Krzyża Świętego w Tarnopolu

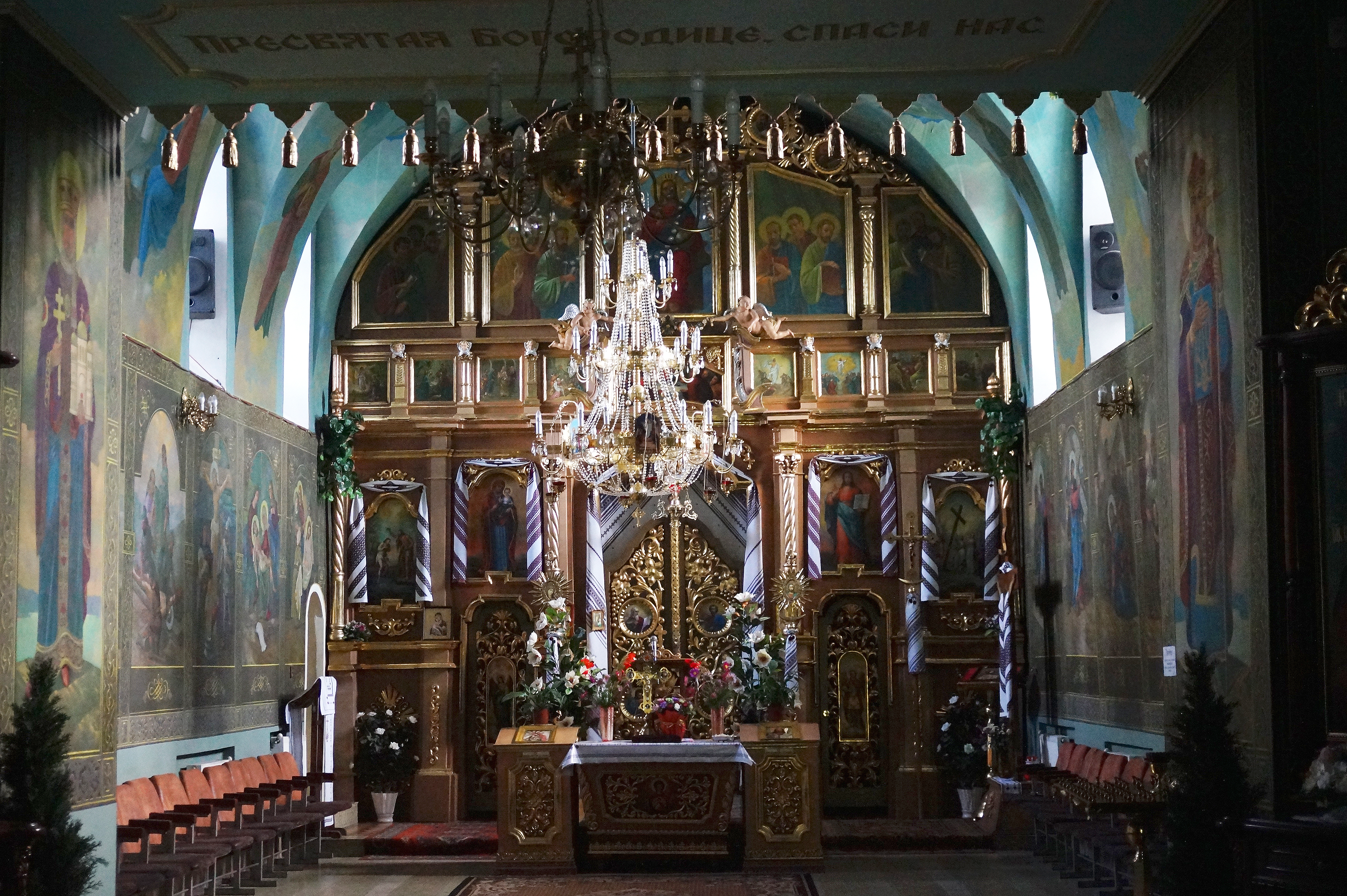
Wnętrze (2017)

Cerkiew pod wezwaniem Podwyższenia Krzyża Świętego, lub cerkiew nad stawem [w Tarnopolu] – zabytkowa obronna cerkiew parafialna w centrum Tarnopola przy ulicy Ruskiej. 

## Historia
Cerkiew została zbudowana cyplu wysoczyzny na zachodnim skraju obecnego śródmieścia. Świątynia pw. Podwyższenia Krzyża Świętego została zbudowana jako prawosławna. Przez pewien czas była cerkwią greckokatolicką.
Z przodu świątynia ma trójkondygnacyjną masywną wieżę, która została zbudowana w 1627 przez ówczesnego właściciela Tarnopola Tomasza Zamoyskiego oraz jego żony Katarzyny księżniczki Ostrogskiej. Prezbiterium cerkwi zamknięte półkoliście.
Od grudnia 2018 r. cerkiew należy do Kościoła Prawosławnego Ukrainy.

## Galeria

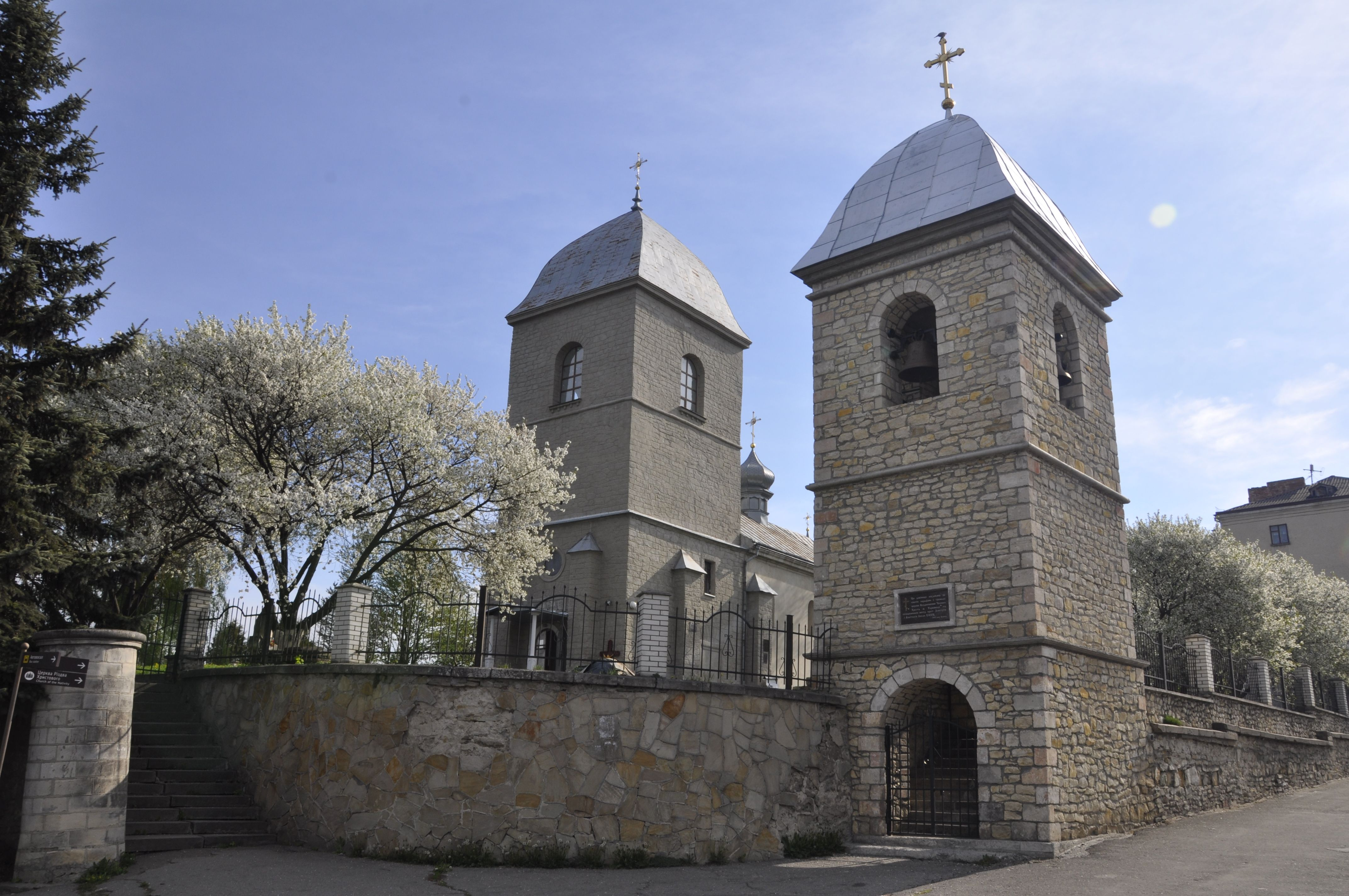
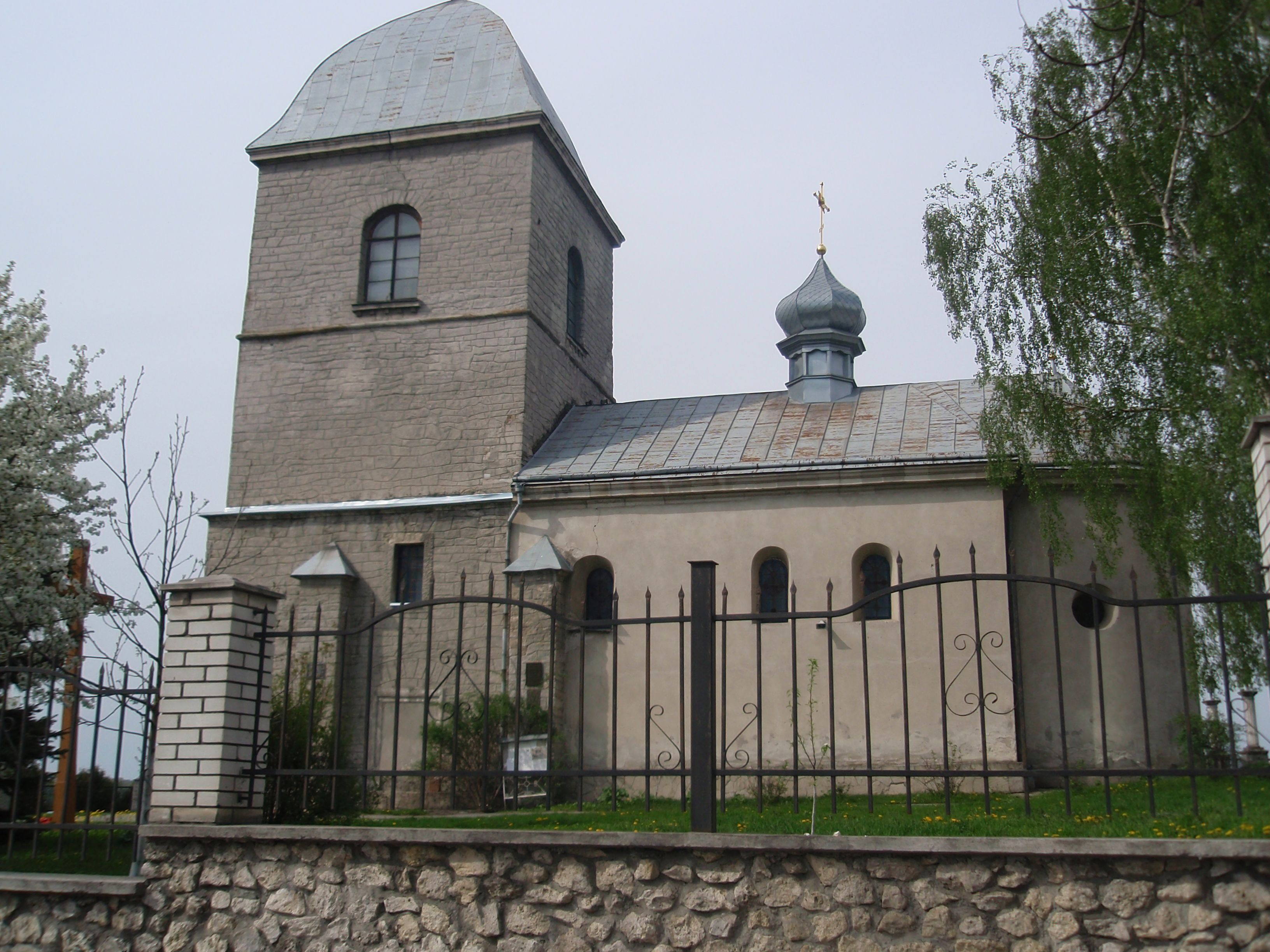
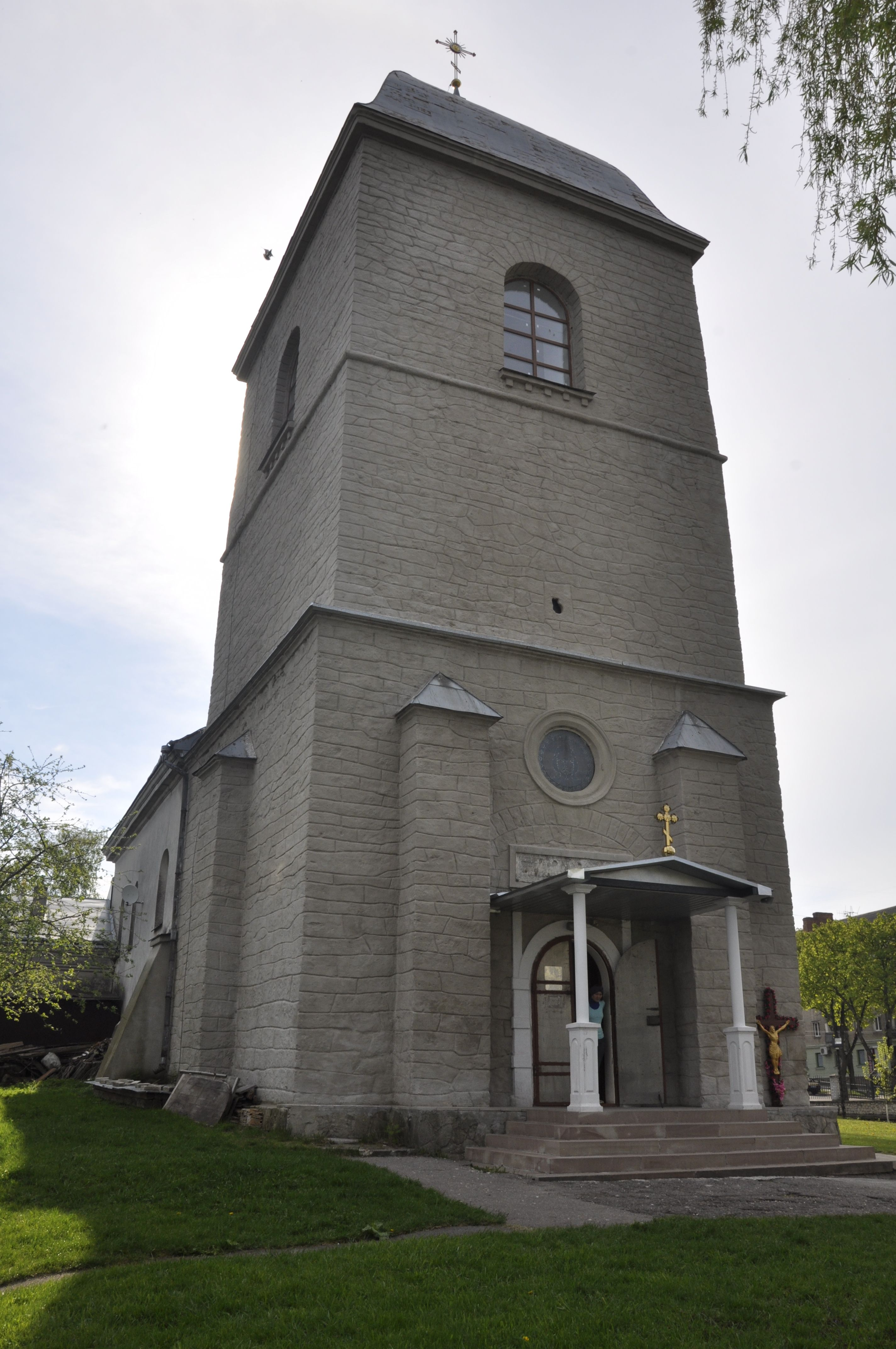
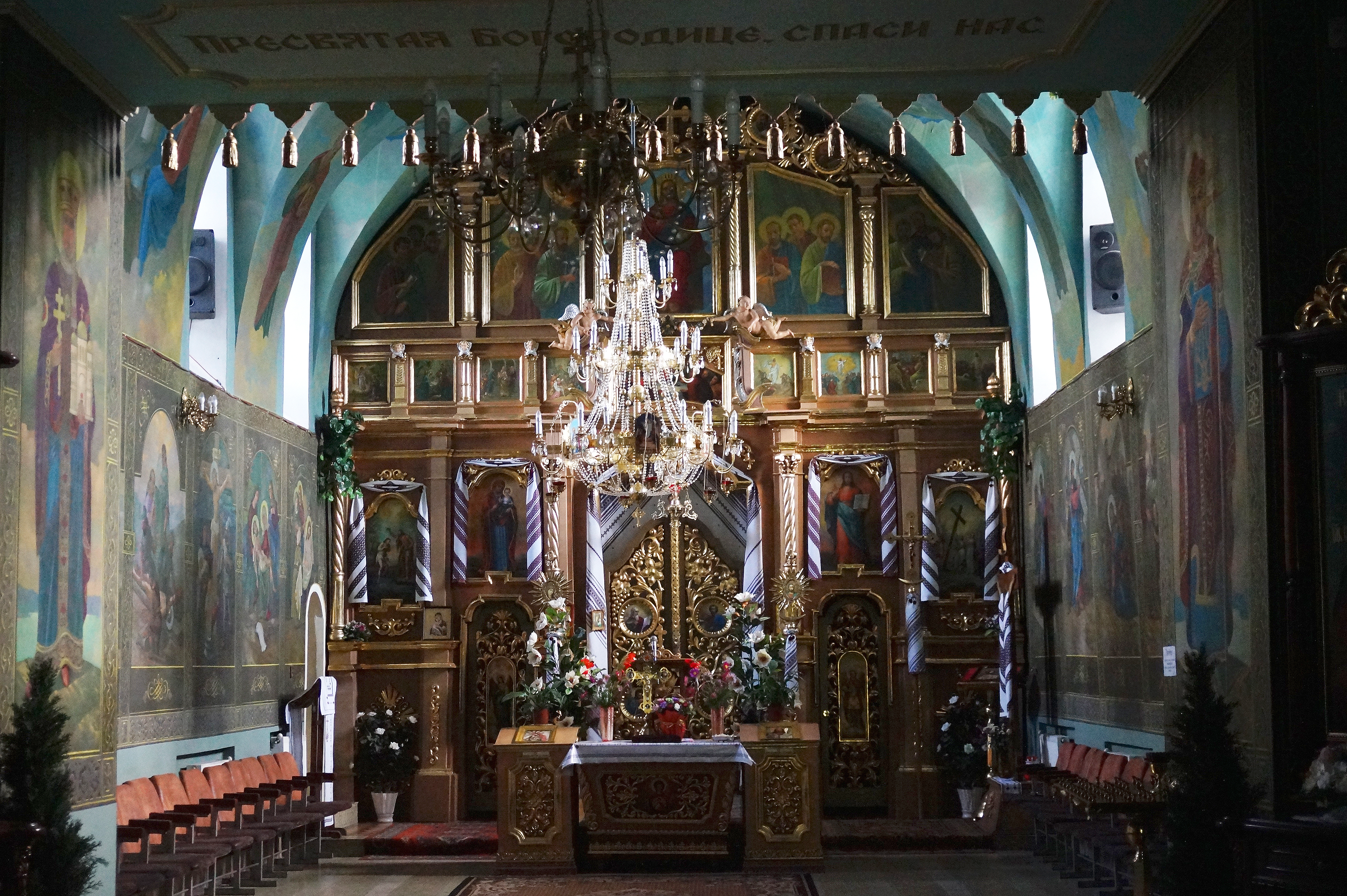
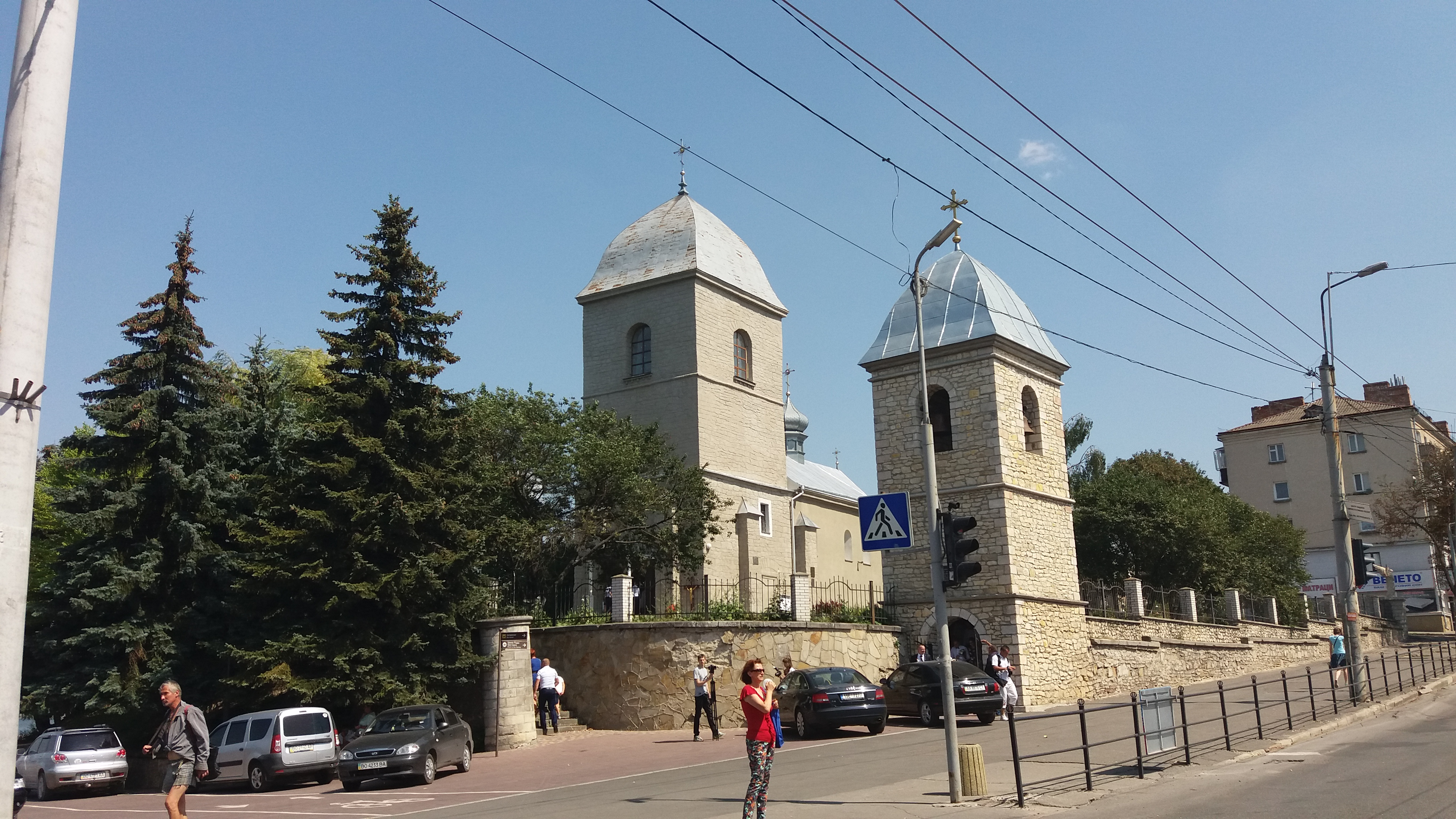